# Matthew Booth
Matthew Paul Booth (Cidade do Cabo, 14 de março de 1977) é um ex-futebolista sul-africano que atuava como zagueiro.

## Carreira
Booth representou a Seleção Sul-Africana de Futebol, nas Olimpíadas de 2000.
Booth foi o único branco na equipe Bafana Bafana na Copa do Mundo de 2010, sediada em seu país natal.